# محمد بن زاید آل نهیان
محمد بن زاید بن سلطان آل نهیان (زاده ۱۱ مارس ۱۹۶۱) سومین رئیس امارات متحده عربی و حاکم ابوظبی است. او نیروی اصلی پیشران سیاست خارجی مداخله‌گرای امارات و از رهبران کارزار علیه جنبش‌های اسلام‌گرا در جهان عرب محسوب می‌شود.
در ژانویه ۲۰۱۴، که برادر ناتنی‌اش خلیفه بن زاید آل نهیان، رئیس امارات متحده عربی و ابوظبی دچار سکته شد، محمد حاکم دفاکتوی ابوظبی شد و تقریباً همه جنبه‌های سیاست‌گذاری امارات را در کنترل خود گرفت. بیشتر تصمیم‌گیری‌های روزمره امارت ابوظبی به او به عنوان ولیعهد ابوظبی محول شد. دانشگاهیان محمد را به عنوان یک رهبر متکی به قدرت یک حکومت اقتدارگرا توصیف کرده‌اند. در سال ۲۰۱۹, نیویورک تایمز او را قدرتمندترین فرمانروای عرب و یکی از قدرتمندترین افراد روی زمین خواند. او از سوی تایم به عنوان یکی از ۱۰۰ شخصیت اثرگذار در سال ۲۰۱۹ معرفی شد. پس از وفات خلیفه در ۱۳ مه ۲۰۲۲, محمد حاکم ابوظبی شد، و یک روز بعد به عنوان رئیس امارات متحده عربی انتخاب شد.

## تولد و تحصیلات
محمد بن زاید، با نام کامل محمد بن زاید بن سلطان بن زاید بن خلیفه بن شخبوت بن ذیاب بن عیسی بن نهیان بن فلاح بن یاس، در تاریخ ۱۱ مارس ۱۹۶۱ در سرزمینی به دنیا آمد که آن روزها سرزمین‌های متصالحه نامیده‌می‌شد.
او سومین پسر زاید بن سلطان، نخستین رئیس امارات متحده عربی و حاکم ابوظبی از همسر سوم او، فاطمه بنت مبارک‌الکتبی است. برادران محمد عبارتند از: خلیفه (رئیس پیشین امارات متحده عربی)، حمدان، هزاع، سعید، عیسی، نهیان، صیف، طحنون، منصور، فلاح، دیاب، عمر و خالد (و همچنین سه برادر که از دنیا رفته‌اند، یعنی ناصر، احمد و سلطان). او چند خواهر نیز دارد. او تحصیلات خود را در مدارس زادگاه خود العین و همچنین ابوظبی سپری کرد و پس از آن وارد آکادمی آموزش نظامی سلطنتی سندهرست شد و در سال ۱۹۷۹ فارغ‌التحصیل شد. او در مدت حضور خود در سندهرست یک دوره مقدماتی زرهی، یک دوره مقدماتی پرواز و یک دوره چتربازی را پشت سر گذاشت و آموزش‌هایی را در زمینه هواپیماها و بالگردهای جنگی از جمله اسکادران غزال نیز دریافت کرده است.

## سمت‌های نظامی
محمد بن زاید به عنوان یک افسر در گارد امیری، خلبان نیروی هوایی امارات متحده عربی، فرمانده نیروی هوایی و دفاع هوایی امارات متحده عربی و به عنوان معاون رئیس ستاد نیروهای مسلح فعالیت داشته است.
او در سال ۲۰۰۵ به عنوان جانشین فرمانده کل نیروهای مسلح امارات متحده عربی انتخاب شد و سپس درجه او به سپهبد ارتقا یافت.

## جنایات جنگی
در سال ۲۰۱۸ در جریان سفر او به فرانسه یک گروه حقوق بشری فرانسوی از او به خاطر اقداماتش در جنگ یمن شکایت کرد. این گروه او را به جنایت جنگی، همدستی در شکنجه و رفتار غیرانسانی متهم کرد. این شکایت علیه او به گزارش کارشناسان سازمان ملل استناد می‌کند که می‌گویند حملات ائتلاف ممکن است جنایات جنگی باشد و شکنجه در دو مرکز تحت کنترل نیروهای اماراتی انجام شده است. یکی از موارد در این دادخواست اشاره به بمب‌گذاری در ساختمانی در شهر صنعا یمن در سال ۲۰۱۶ است.

## سمت‌های سیاسی

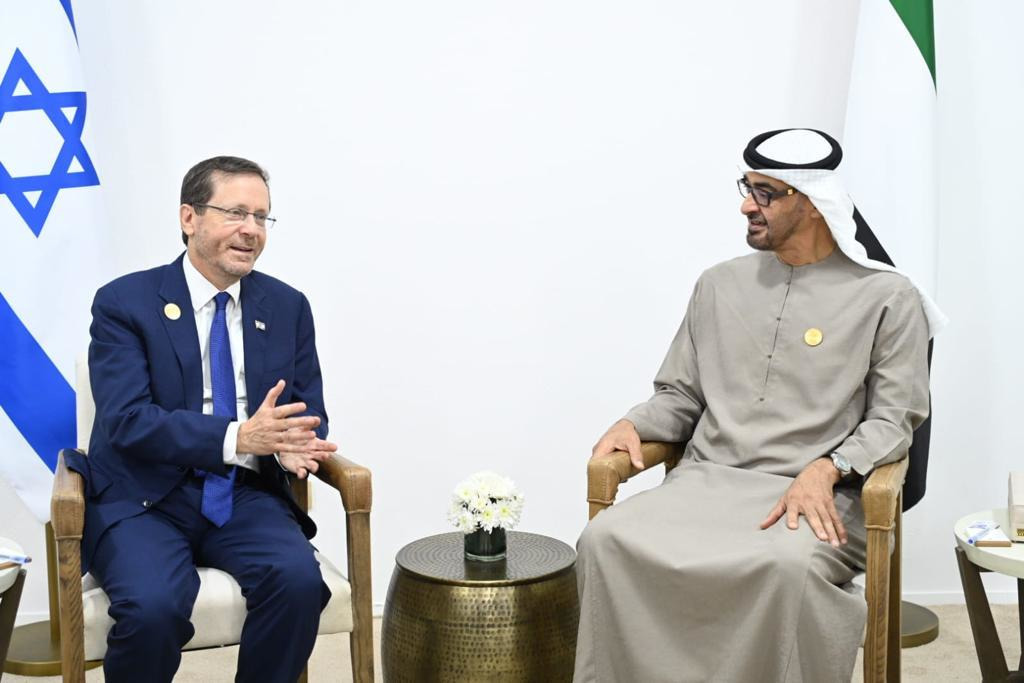
محمد بن زاید آل نهیان سومین رئیس امارات متحده عربی و اسحاق هرتزوگ یازدهمین رئیس‌جمهور اسرائیل

در نوامبر ۲۰۰۳، پدرش زاید بن سلطان، او را به سمت نایب ولیعهد ابوظبی منصوب کرد. با درگذشت پدرش، محمد بن زاید در سال ۲۰۰۴ ولیعهد ابوظبی شد. از دسامبر ۲۰۰۴ تا کنون، او رئیس شورای اجرایی ابوظبی بوده است که مسئول توسعه و برنامه‌ریزی امارت ابوظبی است. در نوامبر ۲۰۱۰، محمد بن زاید و وزیر خارجه امارات متحده عربی عبدالله بن زاید آل نهیان پذیرای ملکه دوم انگلستان ملکه الیزابت و شاهزاده فیلیپ، دوک ادینبورگ در دومین سفرشان به امارات متحده عربی بود. او همچنین ملکه و دوک را در آغاز سفرشان، در بازدید از مسجد زاید همراهی‌کرد.
او با گسترش روابط با کشورهای خارج از منطقه خاورمیانه و شمال آفریقا، نقشی مهم در سیاست خارجی امارات متحده عربی داشته است. رئیس‌جمهور فرانسه، امانوئل ماکرون در سال ۲۰۱۸ محمد بن زاید را به پاریس دعوت کرد تا در مورد راهبردهای مقابله با افراط‌گرایی و تدوین نقشه راه دوجانبه جهت همکاری‌ها در آینده، تبادل نظر کنند. بیانیه مشترک آن نشست شامل بندهایی در جهت افزایش همکاری و تبادل در زمینه مسائل مرتبط با آموزش، فرهنگ، میراث فرهنگی، اقتصاد، سرمایه‌گذاری، انرژی، فضا، صلح منطقه‌ای و امنیت، همکاری دفاعی، مقابله با افراط‌گرایی و مبارزه با تغییرات آب‌وهوایی و غیره بود.
در سال ۲۰۱۹، ولیعهد ابوظبی در مراسم انعقاد قرارداد مشارکت جامع میان سنگاپور و امارات متحده عربی شرکت کرد که به موجب آن دو کشور توافق کردند تا همکاری‌های خود را در بخش کسب‌وکار، تأمین مالی، سرمایه‌گذاری، دفاع، توسعه و آموزش تقویت کنند. آنها همچنین سه یادداشت تفاهم امضا کردند که به موجب آن توافق کردند تا در زمینه محافظت از محیط زیست و مصرف پایدار با یکدیگر همکاری کنند. در همین سال او به افغانستان سفر کرد و چندین تفاهم‌نامه را جهت تعهد در زمینه همکاری‌های فرهنگی، آموزشی، ورزشی، معدن، انرژی و کشاورزی منعقد کرد.
او همچنین کمک‌های مالی قابل توجهی را از طرف امارات متحده عربی ارائه نمود تا جایگاه آن را در صحنه بین‌المللی تقویت کند. در سال ۲۰۱۸، او به اتیوپی سفر کرد و پیش از پرداخت نخستین بخش از کمک ۳ میلیارد دلاری امارات متحده عربی به اتیوپی، که هدف آن رفع کمبود ارز در این کشور بوده است، با نخست‌وزیر این کشور ابی احمد دیدار کرد. علاوه بر اینٰ امارات متحده عربی در طول دوران خشکسالی به سومالی کمک مالی ارائه نمود.
او در طول نشست‌های امنیت هسته‌ای در سال 2012 و ۲۰۱۴، که به ترتیب با میزبانی کره جنوبی و هلند برگزار شد، به عنوان نماینده امارات متحده عربی حضور داشت. دولت هند در ۲۶ ژانویه ۲۰۱۷ او را به عنوان میهمان ویژه در جشن‌های شصت و هشتمین سالگرد روز جمهوری خود دعوت‌کرد.

### اخوان المسلمین
محمد بن زاید به دشمنی شدید با اخوان المسلمین مشهور است. این دشمنی به نوشته نیویورک تایمز بیشتر جنبه شخصی دارد. در کودکی، پدرش، زاید بن سلطان، یکی از اعضای اخوان به اسم عزالدین ابراهیم را به عنوان مربی خصوصی او استخدام کرده بود و او سعی کرده بود افکار اخوانی را در سر محمد خردسال فروکند؛ این اقدام نتیجه عکس داد و او به دشمن جدی اخوان‌المسلمین تبدیل شد.

## سمت در شورای عالی نفت
محمد بن زاید نایب رئیس شورای عالی نفت در شرکت ملی نفت ابوظبی است که مهم‌ترین نهاد حاکمیتی مسئول منابع هیدروکربنی ابوظبی است. او بر اجرای بسیاری از طرح‌های توسعه و تنوع‌بخشی از جمله طرح‌های مرتبط با نفت خام، بنزین و تولید آروماتیک‌ها، قیمت‌گذاری گاز و ظرفیت پلی الفین نظارت داشته است.

## سمت در توسعه اقتصادی
محمد بن زائد رئیس شورای اقتصادی توزان است که سابقاً با عنوان برنامه موازنه امارات متحده عربی معروف بود و در سال ۱۹۹۲ تأسیس شده است. او در زمینه توسعه اقتصادی، افزایش تنوع اقتصادی در امارت ابوظبی تلاش کرده است؛ ولیعهد ابوظبی به عنوان رئیس شورای اقتصادی توازن می‌کوشد تا سرمایه‌گذاری‌های مرتبط با امور دفاعی را به سوی پروژه‌هایی سودمند در سراسر بخش‌ها هدایت کند تا به تنوع اقتصادی در ابوظبی کمک‌کند.
او رئیس شرکت توسعه مبادله است که از زمان تأسیس آن در سال ۲۰۰۲ تا کنون، مهم‌ترین ابزار سرمایه‌گذاری برای حکومت ابوظبی بوده است. مبادله می‌کوشد تا منافع اقتصادی و اجتماعی درازمدتی را برای امارات از طریق تنوع بخشیدن به اقتصاد و سرمایه‌گذاری جهانی به دست آورد.
علاوه بر این، او رئیس شورای توسعه اقتصادی ابوظبی (ADCED) نیز هست، که مهم‌ترین مؤسسه برنامه‌ریزی اقتصادی در کشور است. در این سمت، او طرح شراکه را راه‌اندازی نمود که هدف از آن تقویت بخش خصوصی امارات متحده عربی و تسهیل کسب‌وکار و سرمایه‌گذاری در ابوظبی است. تحت رهبری او، شورای توسعه اقتصادی ابوظبی طرح‌های متعددی را جهت افزایش کارآفرینی در امارات متحده عربی اجرا کرده است.
در ژوئن ۲۰۱۸، او یک بسته تشویقی به مبلغ ۵۰ میلیارد درهم امارات را تصویب کرد که هدف از آن تسهیل منافع اقتصادی درازمدت برای اماراتی‌ها و همچنین سرمایه‌گذاران بود. او همچنین دستور داد تا قوانین ساختمانی را نیز به‌طور جامع بازبینی کنند تا توسعه شهری به جنب و جوش بیافتد.
او نایب رئیس سازمان سرمایه‌گذاری ابوظبی (ADIA) است که از طرف مردم ابوظبی پول‌هایی را با هدف تنوع بخشیدن و جهانی کردن اقتصاد، سرمایه‌گذاری می‌کند. پورتفوی سرمایه‌گذاری ADIA شامل بیش از دو جین انواع دارایی و زیرمجموعه است.
او یک بسته تشویقی یک میلیارد درهمی را برای برای فناوری کشاورزی تصویب کرد که موجب شده است تا سرمایه لازم جهت پروژه‌های مرتبط با کشاورزی دقیق، ربات‌های کشاورزی، انرژی زیستی و کشاورزی خانگی تأمین‌شود.

## فعالیت در زمینه حفاظت از محیط زیست
ولیعهد ابوظبی با گسترش فعالیت‌های امارات متحده عربی جهت محافظت از شاهین، هوبره و آهوان عربی و اختصاص مبلغ ۱ میلیون دلار به که هدف از آن پیشگیری از مرگ پرندگان وحشی بر اثر خطوط برق است، بر محافظت از طبیعت متمرکز بوده است. این تلاش، بخشی از افتتاحیه بنیاد ۲۰ میلیون دلاری محمد بن زاید جهت حفاظت از پرندگان وحشی است.
علاوه بر آن، او رئیس صندوق محمد بن زاید جهت حفاظت از گونه‌های جانوری است. این صندوق یک موقوفه خیریه ۲۵ میلیون یورویی است که کمک‌های مالی هدفمندی را به طرح‌های حفاظت از گونه‌های جانوری اختصاص می‌دهد، افراد پیشرو در زمینه حفاظت از گونه‌های جانوری را مورد تقدیر قرار می‌دهد و اهمیت گونه‌های جانوری را در گفتمان عمومی ارتقاء می‌دهد. این صندوق همچنین می‌کوشد تا کمک‌های بیشتری به فعالیت‌ها در زمینه حفاظت از گونه‌های زیستی در سراسر دنیا ارائه کند.
او ۱۵ میلیارد دلار را در زمینه ساخت فناوری‌های انرژی خورشیدی، بادی و هیدروژنی در کشورش پرداخت کرده است. محمد بن زاید از طریق کارخانه گلوبال فاندریز که متعلق به شرکت مبادله است کمک کرده است تا طرح تولید نیمه‌رساناها را در امارات توسعه دهند که راه را برای فناوری‌های پیشرفته از جمله در بخش انرژی، هموار می‌کند.

## ترویج تاب‌آوری و مبارزه با افراط‌گرایی

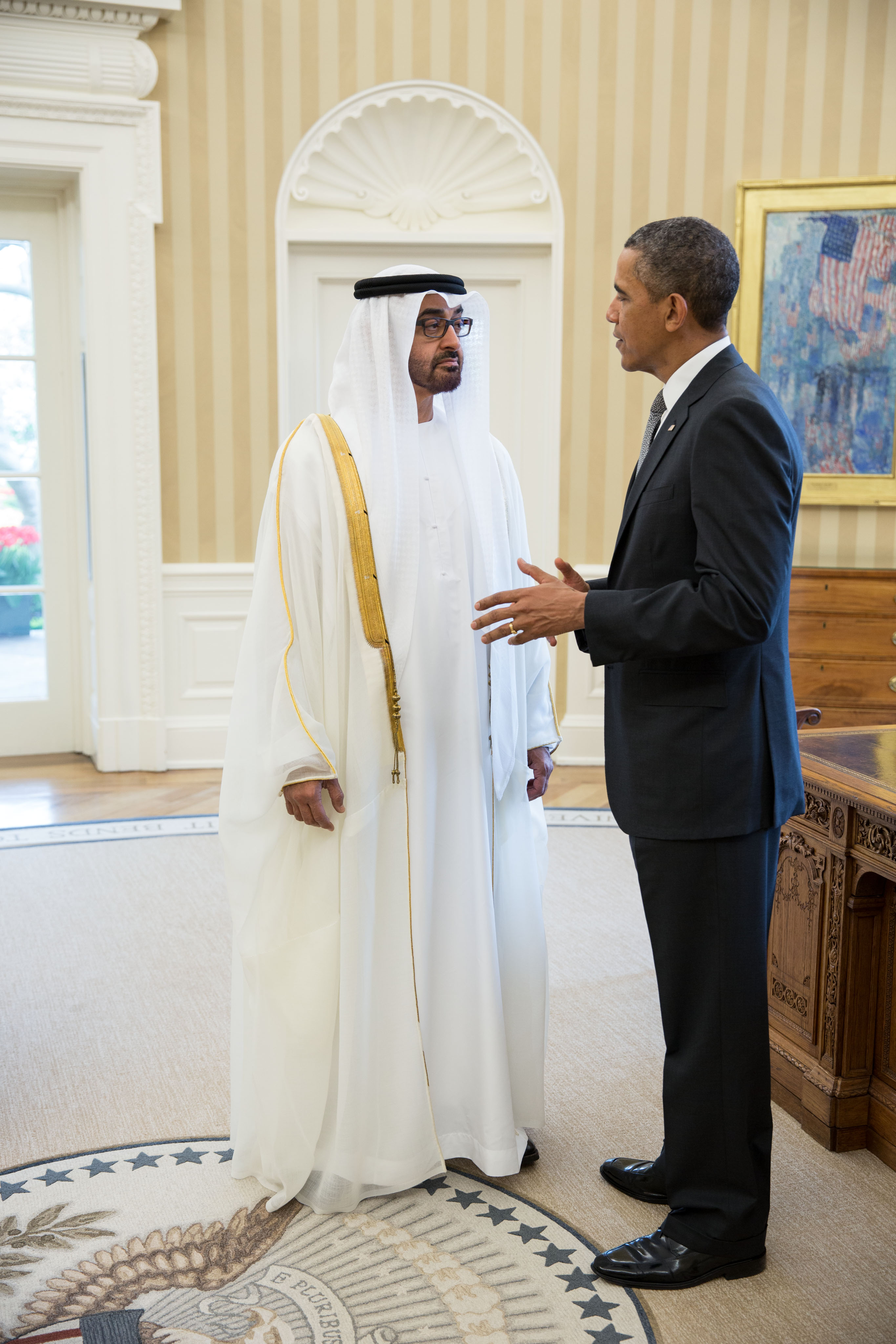
محمد بن زاید در دیدار با اوباما رئیس‌جمهور گذشتهٔ آمریکا

ولیعهد ابوظبی در سال ۲۰۱۶ با پاپ فرانسیس دیدار کرد و در فوریه ۲۰۱۹، او میزبان پاپ در امارات متحده عربی بود که نخستین سفر پاپ به شبه جزیره عربستان بود. سفر پاپ فرانسیس مقارن بود با کنفرانسی با عنوان «کنفرانس جهانی اخوت انسانی» که با حمایت محمد بن زاید برگزار شده بود. این کنفرانس شامل کارگاه‌ها و سخنرانی‌هایی در مورد گسترش تاب‌آوری و درک متقابل و نقش آن در پیشگیری از منازعه و افراط‌گرایی بود. در بخشی از این سفر، پاپ فرانسیس نخستین عشایر بانی برگزار شده در شبه جزیره عربستان را در شهر ورزشی زاید برگزار کرد که ۱۸۰۰۰۰ ایمان‌دار از ۱۰۰ کشور از جمله ۴۰۰۰ مسلمان در آن حضور داشتند.
او به سراسر دنیا سفر کرده است تا شعار امارات متحده عربی برای سال ۲۰۱۹ را ترویج دهد: سال تاب‌آوری. او همچنین مشغول فعالیتهای منطقه‌ای و جهانی جهت مقابله با افراط‌گرایی خشونت‌آمیز از طریق مذاکره با مقامات رسمی در هند، رئیس‌جمهور مصر عبدالفتاح السیسی و سایر رهبران در مورد همکاری در این زمینه‌ها بوده است.
در سال ۲۰۱۹ بنیاد جهانی زاید برای همزیستی بنیان نهاده شد، که اهداف و اصول مطرح شده در سند اخوت انسانی را که توسط پاپ فرانسیس و احمد الطیب، اکبر الازهر به امضا رسیده است، تبیین‌می‌کند.

## توانمندسازی زنان
به عنوان یک قهرمان در زمینه توانمندسازی زنان، محمد بن زاید از افزایش حضور زنان در تعدادی از حوزه‌هایی که در گذشته کاملاً مردانه بودند، حمایت کرده است. در آوریل ۲۰۱۹، او پذیرای گروهی از افسران زن از برنامه نظامی و حافظ صلح برای زنان عرب بود که در حال آموزش در ابوظبی بودند تا جهت عملیات‌های برقراری صلح در سطح جهان توسط سازمان ملل آماده شوند. او بر اهمیت نقشی که افسران زن در عملیات امنیتی و برقراری صلح ایفا می‌کنند، تأکید کرد.
او همچنین مشوق حضور زنان در بخش خدمات دولتی نیز بوده است. در سال ۲۰۱۹، او میزبان نخستین آتش‌نشان‌های زن اماراتی بود و بر نقش زنان به عنوان «همکاران و همیاران واقعی در توسعه کشور» تأکید کرد و گفت آنها «برنامه‌های راهبردی را برای حال و آینده کشور پیش می‌برند.»
به علاوه، او همواره می‌کوشد تا به‌طور منظم با زنانی که نماینده بسیاری از موسسات در امارات متحده عربی هستند ملاقات کند تا ایمان خود را به توانایی آنها ابراز کند و به ملت کمک کند تا آرزوهایش را محقق کند.
پس از این که طالبان در اکتبر ۲۰۱۲ به ملاله یوسف زی شلیک کردند و سر و گردن او را مورد هدف قرار دادند، او مراقبت‌های درمانی ویژه و انتقال او را به انگلستان از طریق آمبولانس هوایی امارات متحده عربی هماهنگ کرد. او مراقبت درمانی درازمدتی را در بیمارستان ملکه الیزابت در بیرمنگام انگلستان دریافت کرد.
تحت رهبری محمد بن زاید، مقامات اماراتی همکاری نزدیکی با مقامات پاکستان داشتند تا مراقبت‌های ویژه و انتقال ملاله را هماهنگ کنند. در مه ۲۰۱۳، ملاله در مسیر خود جهت حج عمره، در ابوظبی توقف نمود تا از امارات متحده عربی و محمد بن زاید به خاطر حمایت و پشتیبانی‌شان تشکر کند و بیان داشت که نقش ولیعهد ابوظبی نشان‌دهنده جنبه‌های بشردوستانه آموزه‌های خاورمیانه است.

## طرح‌های ابتکاری در زمینه آموزش و نوآوری
محمد بن زاید همچنین از طریق سمت خود به عنوان رئیس شورای آموزش ابوظبی که در سال ۲۰۰۵ با هدف توسعه و اجرای راهبردهای بهینه‌سازی آموزش و پرورش و آموزش عالی، در بخش خصوصی و دولتی، تأسیس شده است. در جهت بالابردن سطح آموزش در امارات متحده عربی تلاش کرد تا بتواند در سطح استانداردهای بین‌المللی باشد.
علاوه بر این، او ریاست مرکز مطالعات و تحقیقات راهبردی امارات (ECSSR) را نیز بر عهده دارد. مرکز مطالعات و تحقیقات راهبردی امارات مشارکت آکادمیک را در مسائل اقتصادی، اجتماعی-سیاسی و امنیتی که مرتبط با منطقه هستند، افزایش می‌دهد.
او به رشد و توسعه فناوری امارات متحده عربی کمک کرده است و با حمایت از رویدادهایی همچون فستیوال ملی علم، فناوری و نوآوری، فرهنگ نوآوری را تشویق کرده است. او همچنین مسابقه بین‌المللی رباتیک محمد بن زاید را راه‌اندازی کرد که موجب شده است تا امارات متحده عربی به یک مرکز منطقه‌ای برای تحقیقات در زمینه رباتیک و سیستم‌های خودگردان تبدیل شود.
در سال ۲۰۰۸، نخستین گروه دانشجویان در طرح بورسیه محمد بن زاید به عنوان بخشی از طرح ابتکاری توسط دانشگاه نیویورک شعبه ابوظبی انتخاب شدند. این طرح به شناسایی دانشجویان برجسته در امارات متحده عربی می‌پردازد و فرصتهای دانشگاهی و رهبری ویژه‌ای را در اختیار آنان قرار می‌دهد.

## حمایت از هنر
در اقدامی جهت گسترش توریسم و تنوع بخشیدن به صحنه هنر محلی، محمد بن زاید از ساخت موزه‌های هنری از جمله موزه لوور ابوظبی و همچنین موزه گوگنهایم ابوظبی که به زودی راه‌اندازی می‌شود و همین‌طور از سایت‌های میراث فرهنگی همچون قصر الحسن حمایت کرده است.
در سال ۲۰۰۹، ولیعهد ابوظبی و رئیس‌جمهور وقت فرانسه، نیکولا سارکوزی، نمایشگاهی را در هتل امارات پالاس افتتاح کردند که شامل آثار هنری خریداری شده برای لوور ابوظبی و همین‌طور آثاری امانتی از موزه‌های ملی فرانسه بود. این امر به مناسبت آغاز ساخت مقر لوور در منطقه فرهنگی واقع در جزیره سعدیات برگزار شده بود. این موزه در نوامبر ۲۰۱۷ افتتاح شد.
حمایت او از هنرهای بصری فراتر رفته و هنرهای شفاهی را نیز در بر می‌گیرد. او به عنوان کسی که عاشق «شعر نبطی» است، همواره از مسابقات شعر محلی حمایت می‌کند و برخی از این مسابقات را با حمایت خود برگزار می‌کند.

## سایر فعالیت‌های خیریه
در سال ۲۰۱۱، محمد بن زاید و بنیاد گیتس هر کدام ۵۰ میلیون دلار را جهت تأمین مالی خرید و ارائه واکسن برای کودکان در افغانستان و پاکستان اهدا کردند. دو سوم از مجموع این ۱۰۰ میلیون دلار به سازمان Gavi Alliance اعطا شد تا واکسن پنتاوالن و واکسن پنوموکوک را خریداری و تزریق کند و حدود ۵ میلیون کودک افغان را در برابر شش نوع بیماری ایمن سازد. باقیمانده این کمک خیریه به سازمان بهداشت جهانی اختصاص یافت که جهت خرید و اجرای واکسن فلج اطفال برای نزدیک به ۳۵ میلیون کودک در افغانستان و پاکستان مورد استفاده قرار گرفت. در آوریل ۲۰۱۸ طرح ریشه‌کن‌سازی جهانی فلج اطفال اعلام کرد که با پرداخت آخرین قسط ۱۲ میلیون دلاری در نشست جهانی واکسن در سال ۲۰۱۳ که در ابوظبی برگزار شد، امارات متحده عربی یک تعهد ۱۲۰ میلیون دلاری را توسط محمد بن زاید تکمیل کرد.
کمک‌های خیریه او به طرحهای بهداشتی در سطح جهان شامل یک کمک نقدی ۳۰ میلیون دلاری جهت ریشه‌کن سازی مالاریا نیز می‌شود. یک ماه پس از اعلام این کمک نقدی، ابوظبی یک اجلاس جهانی در زمینه بهداشت برگزار کرد تا به بررسی فعالیتها جهت ریشه کن‌سازی بیماری‌ها در سطح جهانی، همچون مالاریا، فلج اطفال و کوری رودخانه بپردازند. او همچنین ۵۵ میلیون درهم امارات را به طرح جهانی سازمان ملل جهت مبارزه با قاچاق انسان اعطا کرده است.
ماراتن خیریه زاید که در شهر نیویورک برگزار می‌شود، از زمان آغاز به کارش در سال ۲۰۰۵ تا کنون، میلیون‌ها دلار پول جمع‌آوری کرده است. این مسابقه آگاهی عمومی را در زمینه بیماری کلیه افزایش می‌دهد و عواید حاصله به بنیاد ملی کلیه در ایالات متحده آمریکا اعطا می‌شود. محمد بن زاید این رویداد را به افتخار پدرش راه‌اندازی نمود، که در سال ۲۰۰۰، یک عمل پیوند کلیه را در کلینیک کلیولند دریافت کرد.
او با راه‌اندازی Reaching Last Mile Fund (صندوق دستیابی به آخرین مایل) در بهبود بهداشت جهانی نقش داشته است. در سال ۲۰۱۷، او این صندوق را راه‌اندازی نمود تا ۱۰۰ میلیون دلار را با هدف ریشه‌کن سازی، نابودی و کنترل بیماری‌های قابل پیشگیری که بر چشم‌انداز اقتصادی فقیرترین مردم دنیا تأثیر می‌گذارند، جمع‌آوری کند.
محمد بن زاید ۲۰ میلیون دلار را به این صندوق اختصاص داد. سایر مشارکت‌کنندگان عبارتند از بنیاد بیل و ملیندا گیتس و دولت بریتانیا. این کمک‌های اهدایی توسط صندوق END مدیریت خواهد شد که یک پلتفرم سرمایه‌گذاری خیریه است و تمرکز آن بر روی مبارزه با پنج مورد از بیماری‌های حاره‌ای است که بیشترین غفلت نسبت به آنها صورت گرفته است: کوری رودخانه، فیلاریاز لنفاوی، فلج اطفال، مالاریا و بیماری کرم گینه. علاوه بر این، محمد بن زاید اعلام کرده است که قصد دارد یک مؤسسه تحقیقاتی را در ابوظبی بنیان‌گذاری کند تا خط‌مشی‌هایی را جهت مبارزه با بیماری‌های واگیر دار تدوین کند.

## زندگی شخصی

### ازدواج و خانواده
محمد بن زاید در سال ۱۹۸۱ با سلامه بنت حمدان بن محمد آل نهیان ازدواج کرده است.
شیخ محمد بن زاید آل نهیان، حاکم ابوظبی و رئیس‌جمهور امارات، رهبری این خانواده را به‌دست دارد و در راس یکی از ثروتمندترین خاندان‌های نفتی جهان قرار دارد. آنها چهار پسر و پنج دختر دارند. به ترتیب تولد، عبارتند از:
1. مریم بنت محمد بن زاید آل نهیان
2. خالد بن محمد بن زاید آل نهیان
3. شمسه بنت محمد بن زاید آل نهیان
4. ذیاب بن محمد بن زاید آل نهیان
5. حمدان بن محمد بن زاید آل نهیان
6. فاطمه بنت محمد بن زاید آل نهیان
7. شمه بنت محمد بن زاید آل نهیان
8. زاید بن محمد بن زاید آل نهیان
9. حصه بنت محمد بن زاید آل نهیان[۱۴][۱۴]

### علایق ورزشی
ولیعهد ابوظبی که در سراسر عمر خود طرفدار شکار با شاهین بوده است، مدرسه پرورش شاهین و چهره‌شناسی صحرا را با هدف ترویج و تداوم این سنت باستانی از طریق آموزش آن به نسل‌های جدید اماراتی، تأسیس کرده است. او خودش این کار را از پدر فقیدش آموخت.
در مارس ۲۰۱۹، مسابقات جهانی المپیک خاص به میزبانی ابوظبی برگزار شد. در طول این مسابقات، محمد بن زاید بر اهمیت حمایت و توانمندسازی ورزشکاران در طول این رویداد و همین‌طور در کشورهای خودشان تأکید نمود.

## جوایز و افتخارات
جوایز متعدد نظامی، بشردوستانه، زیست‌محیطی و دیپلماتیک، زینت بخش محمد بن زاید است.
- نشان افتخار سلطنت در رده افسری، از سوی پادشاه مراکش، حسن دوم در ژوئن ۱۹۸۶.
- نشان شایستگی از سوی ژنرال نورمن شوارزکوف، فرمانده نیروهای آمریکایی و نیروهای ائتلاف جهت تقدیر از نقش او در جنگ آزادسازی کویت در آوریل ۱۹۹۱.
- مدال خدمات برجسته از سوی رئیس ستاد نیروهای مسلح امارات متحده عربی در مه ۱۹۹۲.
- نشان افتخار نظامی در رده برجسته، از سوی پادشاه مراکش، حسن دوم در آوریل ۱۹۹۴.
- مدال درجه عالی آزادسازی کویت به منظور تقدیر از تلاشها و نقش او در جنگ آزادسازی کویت در سپتامبر ۱۹۹۴.
- مدال پرچم زرد بزرگ درخشان از سوی لیانگ چنگ، نخست‌وزیر جمهوری خلق چین در سپتامبر ۱۹۹۴.
- مدال درجه عالی کویت از سوی امیر کویت، جابر الاحمد الصباح در ژوئن ۱۹۹۵.
- نشان افتخار رنسانس درجه عالی از سوی پادشاه اردن، حسین بن طلال در دسامبر ۱۹۹۶.
- نشان افتخار رنسانس درجه عالی از سوی پادشاه اردن، عبدالله دوم، بن حسین در ژوئن ۱۹۹۹.
- نشان افتخار شایستگی نظامی درجه دوم عمان از سوی قابوس بن سعید در فوریه ۲۰۰۰.
- لژیون افتخار افسر از سوی ژاک شیراک، رئیس‌جمهور فرانسه در ژوئن ۲۰۰۲.
- نشان طلایی افتخار سازمان خواربار و کشاورزی ملل متحد (فائو) از سوی ژاک دیوف، مدیر کل فائو در آوریل ۲۰۰۷.
- نشان افتخار سازمان خواربار و کشاورزی ملل متحد (فائو) برای امنیت غذایی و یک گواهی تقدیر بین‌المللی از مؤسسه گواهی کننده فعالیت‌های زیست‌محیطی، از سوی ژاک دیوف، مدیر کل فائو در سپتامبر ۲۰۰۸.
- لژیون افتخار اورشلیم از سوی محمود عباس، رئیس‌جمهور فلسطین در اکتبر ۲۰۰۸.
- نشان افتخار فدرال از سوی فرانک والتر اشتاین‌مایر، وزیر امور خارجه آلمان در اکتبر ۲۰۰۸.
- لژیون افتخار درجه عالی از سوی خوآن کارلوس پادشاه اسپانیا در مه ۲۰۰۸.
- مدال طلای بنیاد دهکده‌های جهانی برای بنیانگذار کودکان در مارس ۲۰۰۹.
- نشان مدافع پادشاهی در رده فرمانده بزرگ از سوی الواثق بالله تانکو میزان زین العابدین، پادشاه مالزی در ۱۷ ژوئن ۲۰۱۱ به خاطر تقدیر از تلاشهای محمد بن زاید در جهت ارتقا دوستی و همکاری میان مالزی و امارات متحده عربی.
- نشان افتخار Gunghwa که به ولیعهدها و سران کشورها اعطا می‌شود، از سوی لی میونگ باک، رئیس‌جمهور کرده جنوبی در ۲۱ نوامبر ۲۰۱۲.
- نشان افتخار ملی فرانسه از سوی رئیس‌جمهور فرانسه، فرانسوا اولاند در ۱۵ ژانویه ۲۰۱۳ به خاطر تقدیر از همکاری فزاینده میان امارات متحده عربی و فرانسه.
- نشان افتخار ستاره بزرگ مونته‌نگرو از سوی فیلیپ وویانویچ رئیس‌جمهور مونته‌نگرو در ۱۲ دسامبر ۲۰۱۳.
- نشان افتخار استقلال، بالاترین نشان افتخار کوزوو به شخصیت‌های بین‌المللی در ۲۱ آوریل ۲۰۱۴.
- نشان افتخار محمدی درجه یک از سوی محمد ششم پادشاه مراکش در ۱۷ مارس ۲۰۱۵.
- نشان افتخار حسین ابن علی، بالاترین نشان افتخار در اردن که به پادشاهان و سران کشورها اعطا می‌شود، از سوی عبدالله دوم بن الحسین پادشاه اردن در نوامبر ۲۰۱۸ به منظور تقدیر از نقش محمد بن زاید در برقراری همکاریها و روابط برادرانه میان دو کشور در بخشهای مختلف.